# Rhamphomyia rufipes
Rhamphomyia rufipes är en tvåvingeart som först beskrevs av Johann Wilhelm Meigen 1804.  Rhamphomyia rufipes ingår i släktet Rhamphomyia och familjen dansflugor.
Artens utbredningsområde är Tyskland. Inga underarter finns listade i Catalogue of Life.